# Список мінускульних рукописів Нового Заповіту

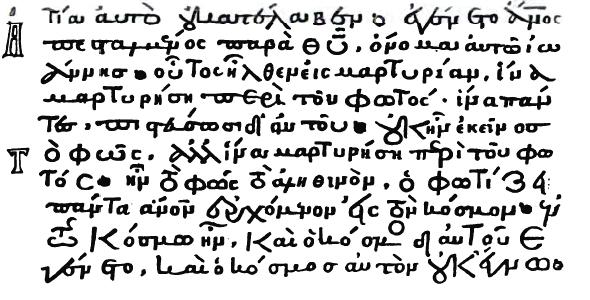
Івана 1:5б-10 в Codex Ebnerianus (мінускул 105) з 12 століття.

Список мініскулів Нового Заповіту, упорядкованих за індексом Грегорі-Аланда, поділено на три частини:
- Список мініскулів Нового Завіту (1–1000)
- Список мініскулів Нового Завіту (1001–2000)
- Список мініскулів Нового Завіту (2001–3000)

## За місцезнаходженням і установою
Список Мінускулів Нового Заповіту, упорядкованих за місцем розташування та установою, що приймає:
(*) Позначає, що  в установі зберігається лише частина рукопису.

(**) Позначає, що рукопис є підробкою.

Жирний шрифт Позначає, що рукопис було сфотографовано кольорово.
| Країна                | Місто                        | Установа                                                  | Кількість | Список мініатюрних рукописів у колекції |
| --------------------- | ---------------------------- | --------------------------------------------------------- | --------- | --- |
| Албанія               | Тирана                       | Національний архів Албанії                                | 22        | 1141, 1143, 1705, 1706, 1707, 1709, 1764, 2244, 2245, 2246, 2247, 2252, 2253, 2514, 2813, 2900, 2901, 2902, 2903, 2908, 2912, 2913 |
| Вірменія              | Єреван                       | Матенадаран                                               | 3         | 2551, 2552, 2553 |
| Австралія             | Мельбурн                     | Національна галерея Вікторії                              | 1         | 662 |
| Австрія               | Відень                       | Австрійська національна бібліотека                        | 33        | 3, 76, 77, 123, 124, 125, 218, 219, 220, 222, 404, 421, 424, 425, 434, 719, 720, 721, 722, 723, 724, 1523, 1524, 1953, 1962, 2018, 2044, 2045, 2046, 2292, 2622, 2795, 2838 |
| Бельгія               | Брюссель                     | Королівська бібліотека Бельгії                            | 5         | 725, 726, 2599, 2746, 2840 |
| Бразилія              | Ріо-де-Жанейро               | Національна бібліотека Бразилії                           | 1         | 2437 |
| Болгарія              | Софія                        | Центр слов'яно-візантійських досліджень                   | 25        | 1425, 1426, 1427, 1428, 1431, 1684, 1760, 1766, 1779, 1781, 1783, 1784, 1786, 1787, 1788, 1789, 1790, 1791, 1792, 1794, 1795*, 2214, 2249, 2250, 2257 |
| Болгарія              | Софія                        | Національна бібліотека святих Кирила і Мефодія            | 2         | 2747, 2748 |
| Болгарія              | Софія                        | Інститут історії Церкви                                   | 7         | 2462, 2463, 2772, 2773, 2774, 2775, 2856 |
| Канада                | Монреаль                     | Єпархіальний теологічний коледж                           | 2         | 2398*, 2415* |
| Канада                | Монреаль                     | Університет Макгілла                                      | 2         | 2401*, 2415* |
| Канада                | Торонто                      | Колекція Боровського                                      | 1         | 1395 |
| Канада                | Торонто                      | Торонтський університет                                   | 1         | 2321 |
| Кіпр                  | Кіккос                       | Музей Святого монастиря Кіккос                            | 1         | 2787 |
| Кіпр                  | Каймаклі                     | С. М. Логіду (Приватна колекція)                          | 1         | 2790 |
| Кіпр                  | Кіренія                      | Бібліотека Метрополіс                                     | 2         | 2788, 2789 |
| Кіпр                  | Ларнака                      | Бібліотека Метрополіс                                     | 2         | 2215, 2745* |
| Кіпр                  | Нікосія                      | Бібліотека архієпископа Кіпру                             | 1         | 2469 |
| Кіпр                  | Нікосія                      | Кентрон Епістим. Еревнон                                  | 1         | 2792* |
| Кіпр                  | Нікосія                      | Приватна колекція                                         | 1         | 2906 |
| Кіпр                  | Пафос                        | Бібліотека Метрополіс                                     | 1         | 2792* |
| Кіпр                  | Пафос                        | Монастир Святого Неофіта                                  | 2         | 2791, 2880 |
| Чехія                 | Прага                        | Карлів університет                                        | 1         | 1422 |
| Чехія                 | Прага                        | Академія наук                                             | 1         | 1689 |
| Чехія                 | Кривоклат                    | Замкова бібліотека                                        | 1         | 2885 |
| Данія                 | Копенгаген                   | Королівська бібліотека Данії                              | 3         | 234, 235, 2009 |
| Єгипет                | Олександрія                  | Грецький православний патріархат                          | 10        | 81*, 903*, 904, 1302, 1867, 2205, 2206, 2207, 2208, 2937 |
| Єгипет                | Синай                        | Монастир святої Катерини                                  | 98        | 1185, 1186, 1187, 1188, 1189, 1190, 1191, 1192, 1193, 1194, 1195, 1196, 1197, 1198, 1199, 1200, 1201, 1202, 1203, 1204, 1205*, 1206*, 1207, 1208, 1209*, 1210, 1211*, 1212, 1213, 1214, 1215, 1216, 1217, 1218, 1219, 1220*, 1221, 1222, 1223, 1224, 1225, 1226, 1227, 1228, 1229, 1230, 1231*, 1232, 1233, 1234, 1235, 1236, 1237, 1238*, 1239, 1240, 1241, 1242, 1243, 1244, 1245, 1247, 1248, 1249, 1250, 1251, 1252, 1253, 1254, 1255, 1256, 1874, 1876, 1877, 1878, 1879, 1880, 1881, 2085, 2086, 2355, 2356, 2492, 2493, 2494, 2495, 2496, 2497, 2498, 2499, 2501, 2502, 2503, 2797, 2798, 2799, 2800, 2801 |
| Франція               | Париж                        | Національна бібліотека Франції                            | 228       | 4, 5, 6, 7, 8, 9, 10, 11, 12, 13, 14, 15, 16, 17, 18, 19, 20, 21, 22, 23, 24, 25, 26, 27, 28, 29, 30, 31, 32, 33, 34, 35, 36, 37, 38, 39, 40, 41, 62, 80, 82, 91, 93, 94, 119, 120, 250, 256, 260, 261, 262, 263, 264, 265, 266, 267, 268, 269, 270, 271, 273, 274, 275, 276, 277, 278, 279, 280, 281, 282, 283, 284, 285, 286, 287, 288*, 289, 290, 291, 292, 293, 294, 295, 296, 297, 298, 299, 300, 301, 302, 303, 304, 305, 306, 307, 310, 311, 313, 315, 316, 317, 318, 320, 324, 329, 331, 465, 466, 467, 468, 469, 567, 579, 580, 601, 602, 603, 604, 605, 606, 607, 608, 609*, 610, 727, 728, 729, 730, 731, 732, 733, 734, 735, 736, 737, 738, 739, 740, 741, 742, 743, 744, 745, 746, 747, 748, 749, 750, 751, 752, 753, 754, 755, 756, 1261, 1262, 1263, 1264, 1265, 1266, 1267, 1291, 1292, 1293, 1294, 1295, 1296, 1297, 1298, 1299, 1300, 1301, 1359, 1360*, 1526, 1848*, 1885*, 1886, 1905, 1906, 1910, 1931, 1932, 1933, 1934, 1935, 1936, 1937, 1938, 1939, 1964, 1965, 1969, 1970, 1971, 1972, 2011, 2025, 2026, 2027, 2028, 2029, 2047, 2048, 2110, 2111, 2112, 2242, 2298, 2328, 2344, 2387, 2390, 2391, 2392, 2419, 2428, 2429, 2430, 2819, 2820, 2846, 2847, 2848, 2867, 2898, 2917, 2931       |
| Франція               | Париж                        | Арсенальна бібліотека                                     | 1         | 43 |
| Франція               | Париж                        | Бібліотека Святої Женев'єви                               | 2         | 121, 1882 |
| Франція               | Париж                        | Інститут Франції                                          | 1         | 288* |
| Франція               | Париж                        | Національна школа образотворчого мистецтва                | 1         | 1498* |
| Франція               | Монпельє                     | Міжвузівська бібліотека                                   | 1         | 577 |
| Франція               | Аррас                        | Публічна бібліотека                                       | 1         | 578 |
| Франція               | Безансон                     | Бібліотека вивчення та збереження                         | 1         | 1963 |
| Франція               | Ріом                         | Бібліотека Ріом                                           | 1         | 1303 |
| Франція               | Страсбург                    | Пристерсемінарій                                          | 1         | 431 |
| Франція               | Страсбург                    | Національна та університетська бібліотека                 | 2         | 663, 2598 |
| Німеччина             | Аугсбург                     | Бібліотека університету                                   | 1         | 2814 |
| Німеччина             | Берлін                       | Державна бібліотека в Берліні                             | 13        | 172, 400, 655, 656, 657, 660, 1311, 1370, 1371, 1374, 2490, 2491*, 2941 |
| Німеччина             | Берлін                       | Берлінський університет імені Гумбольдтів                 | 1         | 2308 |
| Німеччина             | Бернкастель-Кус              | Cusanusstift                                              | 1         | 87 |
| Німеччина             | Кельн                        | Археологічний інститут Кельнського університету           | 1         | 2745* |
| Німеччина             | Дессау                       | Ангалтинська обласна бібліотека                           | 1         | 651 |
| Німеччина             | Дрезден                      | Саксонська державна бібліотека                            | 3         | 101, 2017, 2082 |
| Німеччина             | Франкфурт                    | Міський архів                                             | 1         | 42 |
| Німеччина             | Гослар                       | CW Адам                                                   | 1         | 2744 |
| Німеччина             | Гота                         | Gotha Research Library                                    | 1         | 1884 |
| Німеччина             | Геттінген                    | БібліотекаГеттінгенського університету                    | 2         | 89, 1285 |
| Німеччина             | Гамбург                      | Гамбурзький університет                                   | 1         | 336 |
| Німеччина             | Лейпциг                      | Лейпцизький університет                                   | 4         | 99, 564, 1284, 1913 |
| Німеччина             | Мюнхен                       | Баварська державна бібліотека                             | 20        | 83, 84, 85, 177, 422, 423, 426, 427, 428, 430, 652, 1909, 1929, 1930, 2037, 2038, 2768, 2888, 2889, 2891 |
| Німеччина             | Мюнстер                      | Інститут текстологічних досліджень Нового Завіту          | 11        | 676, 798*, 1432, 2444, 2445, 2446, 2460*, 2754, 2755, 2756, 2793 |
| Німеччина             | Ольденбург                   | Державна бібліотека ім                                    | 1         | 2796 |
| Німеччина             | Веймар                       | Бібліотека княгині Анни Амалії                            | 1         | 2939 |
| Німеччина             | Вольфенбюттель               | Бібліотека герцога Августа                                | 5         | 97, 126, 429, 2360, 2921 |
| Німеччина             | Циттау                       | Бібліотека Хрістіана Вайза                                | 1         | 664 |
| Греція                | Альмірос                     | Археологічний музей Альміроса                             | 2         | 2459, 2675 |
| Греція                | Аморгос                      | Монастир Панагія Хозовіотисса                             | 6         | 1304, 1306, 1307, 1308, 1887, 2647 |
| Греція                | Андрос                       | Свято-Миколаївський монастир                              | 1         | 1382 |
| Греція                | Андрос                       | Монастир Панахрантос                                      | 3         | 1383, 1384, 2630 |
| Греція                | Андрос                       | Монастир Зоодохос Пігі (Агіас)                            | 4         | 1362, 1363, 2113, 2648 |
| Греція                | Афіни                        | Афінська академія                                         | 1         | 2442 |
| Греція                | Афіни                        | Музей історії Афінського університету                     | 5         | 2120, 2121, 2122, 2123, 2124, 2657 |
| Греція                | Афіни                        | Музей Бенакі                                              | 15        | 1305, 2323, 2557, 2558, 2559, 2561, 2562, 2563, 2658, 2659, 2660, 2661, 2835, 2904, 2905 |
| Греція                | Афіни                        | Візантійський і християнський музей                       | 18        | 1685, 1687, 1688, 1812, 2117, 2118, 2299, 2300, 2301, 2376, 2377, 2378, 2440, 2520, 2521, 2522, 2649, 2650 |
| Греція                | Афіни                        | Бібліотека Геннадія                                       | 6         | 1797, 1807, 1873, 2651, 2916, 2925 |
| Греція                | Афіни                        | Бібліотека Грецького парламенту                           | 8         | 804, 805, 806, 807, 2049, 2096, 2097, 2313 |
| Греція                | Афіни                        | Державний архів                                           | 1         | 2567 |
| Греція                | Афіни                        | Священний Синод Грецької Церкви                           | 1         | 2776 |
| Греція                | Афіни                        | П. Канеллопулос                                           | 1         | 927* |
| Греція                | Афіни                        | С. Лобердос                                               | 7         | 2631, 2632, 2633, 2634, 2635, 2636, 2637 |
| Греція                | Афіни                        | Національний історичний музей                             | 4         | 2119, 2449, 2450, 2451 |
| Греція                | Афіни                        | Національна бібліотека Греції                             | 124       | 254, 646, 648, 757, 758, 759, 760, 761, 762, 763, 764, 765, 766, 768, 769, 770, 771, 772, 773, 774, 775, 776, 777, 778, 779, 780, 781, 782, 783, 784, 785, 786, 787, 788, 789, 790, 791, 792, 793, 794, 795, 796, 797, 798*, 799, 800, 801, 802, 803, 808, 809, 811, 1016*, 1154, 1155, 1182, 1183, 1271, 1272, 1360*, 1367, 1372, 1405, 1410, 1411, 1412, 1413, 1414, 1415, 1416, 1417, 1418, 1419, 1610, 1611, 1686, 1690, 1691, 1692, 1694, 1695, 1697, 1698, 1699, 1700, 1761, 1762, 1763, 1827, 1828, 1829, 1830, 1831, 1832, 1875, 1973, 2013, 2084, 2089, 2091, 2114, 2239, 2240, 2243, 2473, 2508, 2509, 2510, 2523, 2524, 2525, 2526, 2527, 2528, 2652, 2653, 2654, 2655, 2656, 2933, 2934, 2935, 2936, 2940 |
| Греція                | Афіни                        | Ch. G. Sarros                                             | 3         | 2517, 2518, 2519 |
| Греція                | Агія Теклі, Кефалонія        | Цімаратос                                                 | 1         | 2209 |
| Греція                | Ліксурі, Кефалонія           | Якаватос                                                  | 2         | 2213, 2678 |
| Греція                | Ліксурі, Кефалонія           | Монастир Кіпуреон                                         | 1         | 2211 |
| Греція                | Хіос                         | А. де Мейбом (Приватна колекція)                          | 1         | 2513 |
| Греція                | Корфу                        | Монастир Палеокастриця                                    | 1         | 2571 |
| Греція                | Діміцана                     | Сільська бібліотека                                       | 3         | 2515, 2516, 2673 |
| Греція                | Драма                        | Монастир Косиниця                                         | 1         | 1424 |
| Греція                | Елассона                     | Монастир Олімпіотісса                                     | 7         | 2199*, 2200, 2201, 2202, 2203, 2204, 2674 |
| Греція                | Епір                         | Монастир Гіромері                                         | 1         | 2645* |
| Греція                | Гревена                      | Завордський монастир св. Никанора                         | 13        | 2724, 2725, 2726, 2727, 2728, 2729, 2730, 2731, 2732, 2733, 2734, 2735, 2736 |
| Греція                | Іракліон, Крит               | Історичний музей Криту                                    | 2         | 898*, 2779 |
| Греція                | Гідра                        | Монастир Панагія Зурва                                    | 1         | 2395 |
| Греція                | Яніна                        | Археологічний музей                                       | 1         | 2676 |
| Греція                | Яніна                        | Катерині                                                  | 1         | 2677 |
| Греція                | Яніна                        | Зосимівська школа                                         | 1         | 2460* |
| Греція                | Кардіца                      | Монастир Короніс                                          | 2         | 2777, 2778 |
| Греція                | Калаврита                    | Монастир Агіон Феодорон                                   | 1         | 2287 |
| Греція                | Калаврита                    | Монастир Агіа Лавра                                       | 2         | 2260, 2261 |
| Греція                | Калаврита                    | Монастир Мега Спілео                                      | 3         | 2224, 2229, 2263 |
| Греція                | Калімнос                     | Муніципальна бібліотека Калімносу                         | 2         | 2802, 2803 |
| Греція                | Агіасос , Лесбос             | Церква Паная                                              | 2         | 2679, 2680 |
| Греція                | Антісса, Лесбос              | Монастир Іоанна Богослова                                 | 2         | 2237, 2238 |
| Греція                | Каллоні, Лесбос              | Монастир Леймонос                                         | 16        | 1156, 1157, 1158, 1159, 1712, 1713, 1714, 1715, 1757, 1758, 1841, 2217, 2218, 2220, 2681, 2682 |
| Греція                | Мітилена, Лесбос             | Церковний візантійський музей Мітилени                    | 1         | 1377 |
| Греція                | Мітилена, Лесбос             | Вища школа                                                | 2         | 1379, 1716 |
| Греція                | Лесбос                       | Zoodochu Pigis                                            | 1         | 2236 |
| Греція                | Метеора                      | Монастир Великий Метеор                                   | 26        | 2329, 2351, 2352, 2689, 2690, 2691, 2692, 2693, 2694, 2695, 2696, 2697, 2698, 2699, 2700, 2701, 2702, 2703, 2704, 2705, 2706, 2707, 2708, 2709, 2710, 2711 |
| Греція                | Метеора                      | Монастир Святого Стефана                                  | 6         | 2712, 2713, 2714, 2715, 2716, 2717 |
| Греція                | Метеора                      | Монастир Варлаама                                         | 6         | 2683, 2684, 2685, 2686, 2687*, 2688 |
| Греція                | Гора Афон                    | Скит Святої Анни                                          | 2         | 2070, 2452 |
| Греція                | Гора Афон                    | Монастир Агіу Павлоу                                      | 3         | 1095, 1096, 1862 |
| Греція                | Гора Афон                    | Скит святого Дмитра                                       | 1         | 2803 |
| Греція                | Гора Афон                    | Монастир Діонісія                                         | 48        | 924, 925*, 926, 928*, 929, 930, 931, 932, 933, 934, 935, 936, 937, 938*, 939, 940, 941, 942*, 943, 944, 945, 946, 947, 948, 949, 950, 951*, 952, 953, 954, 955, 956, 957, 958, 959, 960, 961, 962, 963, 1099, 1100, 1101, 2071, 2456, 2457, 2458, 2663, 2664 |
| Греція                | Гора Афон                    | Монастир Дохіар                                           | 27        | 964, 965, 966, 967, 968, 969, 970, 971, 972, 973, 974, 975, 976, 977, 978, 979, 1102, 1103, 1104, 1105, 1106, 1407, 1408, 2072, 2368*, 2665, 2666 |
| Греція                | Гора Афон                    | Монастир Есфігмену                                        | 16        | 980, 981, 982, 983, 985, 986, 1107, 1108, 1115, 1140, 1406, 1853, 1902, 2092, 2285, 2922 |
| Греція                | Гора Афон                    | Монастир Велика Лавра                                     | 173       | 1071, 1072, 1073, 1074, 1075, 1076, 1077, 1078, 1079, 1080, 1439, 1440, 1441, 1442, 1443, 1444, 1445, 1446, 1447, 1448, 1449, 1450, 1451, 1452, 1453, 1454, 1455, 1456, 1457, 1458, 1459, 1460, 1461, 1462, 1463, 1464, 1465, 1466, 1467, 1468, 1469, 1470, 1471, 1472, 1473, 1474*, 1475, 1476, 1477, 1478, 1479, 1480, 1481, 1482, 1483, 1484, 1485, 1486, 1487, 1488, 1489, 1490, 1491, 1492, 1493, 1494, 1495, 1496, 1497, 1498*, 1499, 1500, 1501, 1502, 1503, 1504, 1505, 1506, 1507, 1508, 1509, 1510, 1511, 1512, 1513, 1514, 1515, 1516, 1517, 1519, 1520, 1609, 1612, 1613, 1614, 1615, 1616, 1617, 1618, 1619, 1620, 1621, 1622, 1623, 1624, 1625, 1626, 1627, 1628, 1629, 1630, 1631, 1632, 1633, 1634, 1635, 1636, 1637, 1638, 1639, 1640, 1641, 1642, 1643, 1644, 1645, 1646, 1647, 1648, 1649, 1650, 1651, 1652, 1653, 1654, 1655, 1656, 1657, 1658, 1659, 1660, 1661, 1732, 1733, 1734, 1735, 1736, 1737, 1738, 1739, 1740, 1741, 1742, 1743, 1744, 1745, 1746, 1747, 1748, 1749, 1750, 1751, 1770, 1771, 1772, 1774, 2194, 2196, 2511, 2638, 2668, 2669, 2670 |
| Греція                | Гора Афон                    | Монастир Хіландар                                         | 2         | 1138, 1138 |
| Греція                | Гора Афон                    | Івіронський монастир                                      | 70        | 989, 990, 991, 992, 993, 994, 995, 996, 997, 998, 999, 1000, 1001, 1002, 1003, 1004, 1005, 1006, 1007, 1008, 1009, 1010, 1011, 1012, 1013, 1014, 1015, 1016*, 1017, 1018, 1019, 1020, 1021, 1023, 1024, 1025, 1026, 1027, 1028, 1029, 1030, 1031, 1608, 1767, 1768, 1769, 1854, 1855, 1856, 1857, 2073, 2074, 2075, 2076, 2077, 2193, 2254, 2255, 2256, 2258, 2923, 2930, 2947, 2948, 2949, 2950, 2951, 2967, 2968, 2969 |
| Греція                | Гора Афон                    | Монастир Каракал                                          | 11        | 1032, 1033, 1034, 1035, 1036, 1037, 1038, 1039, 1040, 1041, 1042 |
| Греція                | Гора Афон                    | Скит Кавсокалівський                                      | 3         | 2424, 2431, 2512 |
| Греція                | Гора Афон                    | Монастир Констамоніту                                     | 8         | 1043, 1044, 1045, 1098, 1702, 1858*, 2078, 2079 |
| Греція                | Гора Афон                    | Монастир Кутлумуш                                         | 31        | 1046, 1047, 1048, 1050, 1052, 1053, 1054, 1055, 1056*, 1057, 1058, 1059, 1060, 1061, 1062, 1063, 1064, 1065, 1066, 1067, 1068, 1069, 1070, 1703, 1704, 1859, 1860, 1861, 1904, 2000, 2667 |
| Греція                | Гора Афон                    | Монастир Григорія                                         | 3         | 922, 923, 2802 |
| Греція                | Гора Афон                    | Монастир Пантократор                                      | 14        | 1391, 1392, 1393, 1394, 1396, 1397*, 1398, 1399, 1400, 1401, 1402, 1403, 1404, 1900 |
| Греція                | Гора Афон                    | Монастир Філофей                                          | 23        | 1117, 1118, 1119, 1120, 1121, 1122, 1123, 1124, 1125, 1126, 1127, 1128, 1129, 1130, 1131, 1132, 1133, 1134, 1135, 1136, 1137, 1865, 2192 |
| Греція                | Гора Афон                    | Церква Протатона                                          | 2         | 1097, 1863 |
| Греція                | Гора Афон                    | Монастир Ставронікіта                                     | 10        | 1110, 1111, 1112, 1113, 1114, 1116, 1390, 1864, 2259, 2286 |
| Греція                | Гора Афон                    | Монастир святого Пантелеймона                             | 42        | 1091, 1092, 1093, 1094, 1662, 1663, 1664, 1665, 1666, 1667, 1668, 1669, 1670, 1671, 1672*, 1673, 1674, 1675, 1676, 1677, 1678, 1679, 1680, 1752, 1753, 1754, 1755, 1756, 1775, 1776, 1777, 2671, 2672, 2825, 2826, 2827, 2829, 2830, 2851, 2887, 2909, 2910 |
| Греція                | Гора Афон                    | Монастир Ватопед                                          | 135       | 1434, 1435, 1436, 1437, 1438, 1532, 1533, 1534, 1535, 1536, 1537, 1538, 1539, 1540, 1541, 1542, 1543, 1544, 1545, 1546, 1547, 1548, 1549, 1550, 1551, 1552, 1553, 1554, 1555, 1556, 1557, 1558, 1559, 1560, 1561, 1562, 1563, 1564, 1565, 1566, 1567, 1568, 1569, 1570, 1571, 1572, 1573, 1574, 1575, 1576, 1577, 1578, 1579, 1580, 1581, 1582, 1583, 1584, 1585, 1586, 1587, 1588, 1589, 1590, 1591, 1592, 1593, 1594, 1595, 1596, 1597, 1598, 1599, 1600, 1601, 1602, 1603, 1604, 1605, 1606, 1607, 1717, 1718, 1719, 1720, 1721, 1722, 1723, 1724, 1725, 1726, 1727, 1728, 1729, 1730, 1731, 1773, 2183, 2184, 2185, 2186, 2187, 2188, 2189, 2190, 2191*, 2197, 2289, 2305, 2306, 2307, 2309, 2310, 2436, 2453, 2454, 2455, 2568, 2569, 2570, 2662, 2831, 2832, 2833, 2834, 2869, 2870, 2871, 2872, 2873, 2874, 2875, 2876, 2877, 2927 |
| Греція                | Гора Афон                    | Монастир Ксенофонта                                       | 2         | 1681, 2828 |
| Греція                | Гора Афон                    | Монастир Ксеропотаму                                      | 12        | 1081, 1082, 1083, 1084, 1085, 1086, 1087, 1088, 1089, 1090, 1409, 1903 |
| Греція                | Гора Афон                    | Монастир Зограф                                           | 2         | 987, 988 |
| Греція                | Парос                        | Монастир Лонговардас                                      | 1         | 2849 |
| Греція                | Патмос                       | Е. Анеміс (Приватна колекція)                             | 1         | 2639 |
| Греція                | Патмос                       | Монастир Івана Богослова                                  | 41        | 1160, 1161, 1162, 1163, 1164, 1165, 1166, 1167, 1168, 1169, 1170, 1171, 1172, 1173, 1174, 1175, 1176, 1177, 1178, 1179, 1180, 1181, 1385, 1386, 1387, 1388, 1389, 1899, 1901, 1966, 2001, 2002, 2080, 2081, 2297, 2464, 2465, 2466, 2467, 2468, 2758 |
| Греція                | Патри                        | Монастир Хризоподаритисіс                                 | 1         | 2804 |
| Греція                | Пеліон                       | Церква Святого Лаврентія                                  | 1         | 2223 |
| Греція                | Піргос                       | Бібліотека Метрополіс                                     | 1         | 2781 |
| Греція                | Ліндос, Родос                | Церква Панагії                                            | 2         | 2718, 2719 |
| Греція                | Ліндос, Родос                | І. Цинганос (Приватна колекція)                           | 1         | 2720 |
| Греція                | Плагія, Актіо-Вониця         | Церква Панагія                                            | 1         | 2780 |
| Греція                | Самос                        | Бібліотека митрополії Самос                               | 4         | 2782, 2783, 2784, 2785 |
| Греція                | Санторіні                    | Монастир Пророка Іллі                                     | 1         | 2786 |
| Греція                | Сапото                       | Вища школа                                                | 1         | 2721 |
| Греція                | Серрес                       | Монастир Тіміу Продрому                                   | 1         | 1696* |
| Греція                | Спарта                       | Музей церковного мистецтва                                | 2         | 2221, 2265 |
| Греція                | Салоніки                     | С. Астеріадес (Приватна колекція)                         | 1         | 2251 |
| Греція                | Салоніки                     | Монастир Влатадес                                         | 4         | 1682, 1683, 1759, 1778 |
| Греція                | Трикала                      | Монастир Святого Віссаріона (Душана).                     | 2         | 2723, 2806 |
| Греція                | Тріпотама                    | Монастир Татарніс                                         | 1         | 2810 |
| Греція                | Тирнавос                     | Муніципальна бібліотека                                   | 2         | 2722, 2915 |
| Греція                | Загора                       | Публічна історична бібліотека Загора                      | 5         | 2414, 2418, 2422, 2433, 2434 |
| Угорщина              | Будапешт                     | Національна бібліотека Сечені                             | 1         | 78 |
| Угорщина              | Будапешт                     | Університет Етвеша Лоранда                                | 1         | 100 |
| Угорщина              | Будапешт                     | Бібліотечно-інформаційний центр Угорської академії наук   | 3         | 2762, 2763, 2764 |
| Ірландія              | Дублін                       | Бібліотека Честера Бітті                                  | 5         | 106, 2603, 2604, 2605, 2606 |
| Ірландія              | Дублін                       | Триніті Коледж                                            | 3         | 61, 63, 2010 |
| Ізраїль               | Єрусалим                     | Єрусалимський патріархат                                  | 65        | 1312, 1313, 1314, 1315, 1316, 1317, 1318, 1319, 1320, 1321, 1322, 1323, 1324, 1325, 1326, 1327, 1328, 1329*, 1330, 1331, 1332, 1333, 1334*, 1335, 1336*, 1337, 1338*, 1339, 1340, 1341, 1342, 1343, 1344, 1345, 1346*, 1347, 1348*, 1349, 1350, 1351, 1352, 1353, 1354, 1355, 1364, 1365, 1888, 1889, 1890, 1891, 1892, 1893, 1894, 1895, 1896, 1897, 2012, 2248, 2302, 2303, 2345, 2357, 2824, 2843, 2926 |
| Ізраїль               | Єрусалим                     | Церква Гробу Господнього                                  | 2         | 1358, 2475 |
| Італія                | Болонья                      | Болонський університет                                    | 2         | 204, 1975 |
| Італія                | Болонья                      | Муніципальна бібліотека                                   | 1         | 2482 |
| Італія                | Брешіа                       | Бібліотека Кверініана                                     | 1         | 1816 |
| Італія                | Кортона                      | Бібліотека муніципалітету та Етруської академії Кортони   | 1         | 1260 |
| Італія                | Феррара                      | Муніципальна бібліотека Аріостеї                          | 2         | 581, 582 |
| Італія                | Флоренція                    | Лаврентіївська бібліотека                                 | 49        | 182, 183, 184, 185, 186, 187, 188, 189, 190, 191, 192, 193, 194, 195, 196, 197, 198, 199, 200, 362, 363, 364, 365, 366, 367, 454, 455, 456, 457, 458, 459, 619, 620, 832, 833, 834, 835, 836, 1919, 1920, 1921, 1922, 1976, 1977, 1978, 1979, 2007, 2035, 2052 |
| Італія                | Флоренція                    | Ріккардіанська бібліотека                                 | 4         | 368, 369, 370, 1958 |
| Італія                | Флоренція                    | Національна центральна бібліотека ім                      | 1         | 2572 |
| Італія                | Генуя                        | Бібліотека Franzoniana                                    | 2         | 1798, 2573 |
| Італія                | Гроттаферрата                | Екзархічний монастир Святої Марії                         | 12        | 824, 825, 826, 827, 828, 829, 830, 831, 1836, 1837, 1838, 2854 |
| Італія                | Мессіна                      | Університет Месіни                                        | 6         | 420, 637, 839, 840, 1839, 2053 |
| Італія                | Мілан                        | Національна бібліотека Брейденса                          | 2         | 1814, 2945 |
| Італія                | Мілан                        | Бібліотека Амброзіана                                     | 34        | 343, 344, 345, 346, 347, 348, 349, 350, 351, 352, 353, 587, 588, 589, 592, 614, 615, 616, 837, 1941, 1942, 1943, 1980, 1981, 1982, 1983, 2090, 2574, 2575, 2576, 2577, 2578, 2579, 2890 |
| Італія                | Модена                       | Бібліотека Естенсе                                        | 12        | 358, 359, 585, 586, 618, 841, 842, 1270, 2054, 2055, 2125, 2288* |
| Італія                | Неаполь                      | Національна бібліотека імені Віктора Еммануїла III        | 17        | 88, 108, 224, 225, 401, 402, 403, 635, 636, 843, 1912, 1984, 1985, 2019, 2042, 2126, 2581 |
| Італія                | Парма                        | Палатинська бібліотека                                    | 5         | 360, 361, 583, 584, 590 |
| Італія                | Падуя                        | Падуанський університет                                   | 1         | 844 |
| Італія                | Палермо                      | Центральна бібліотека ім                                  | 3         | 1954, 2127*, 2479 |
| Італія                | Пістойя                      | Бібліотека Фаброняни                                      | 1         | 845 |
| Італія                | Рим                          | Бібліотека Валлічелліана                                  | 9         | 169, 170, 171, 393, 394, 397, 632, 633, 2014 |
| Італія                | Рим                          | Бібліотека Анжеліки                                       | 7         | 178, 179, 846, 847, 848, 2056, 2057 |
| Італія                | Рим                          | Бібліотека Національної Академії Лінчея і Корсинія        | 2         | 591, 2034 |
| Італія                | Рим                          | Бібліотека Казаната                                       | 4         | 395, 853, 1840, 1987 |
| Італія                | Турин                        | Бібліотека Туринського національного університету         | 12        | 332, 333, 334, 335, 338, 339, 342, 612, 613, 2350, 2594 |
| Італія                | Венеція                      | Національна бібліотека Марціана                           | 60        | 205, 207, 208, 209, 210, 211, 212, 213, 214, 215, 217, 354, 355, 357, 405, 406, 407, 408, 409, 410, 411, 412, 413, 414, 415, 416, 417, 418, 419, 460, 593, 595, 596, 597, 598, 599, 600, 617, 888, 889, 890, 891, 893, 894*, 1849, 1883, 1923, 1924, 1925, 1999, 2068, 2069, 2128, 2129, 2130, 2595, 2596, 2597, 2886, 2920 |
| Італія                | Венеція                      | Бібліотека Сан-Лаццаро                                    | 1         | 594 |
| Македонія             | Охрид                        | Національна бібліотека                                    | 6         | 2623, 2624, 2625, 2626, 2627, 2629 |
| Нідерланди            | Амстердам                    | Амстердамський університет                                | 1         | 90 |
| Нідерланди            | Лейден                       | Бібліотека Лейденського університету                      | 6         | 79, 122, 328, 435*, 1959, 2083 |
| Нідерланди            | Гронінген                    | Гронінгенський університет                                | 1         | 2003 |
| Нова Зеландія         | Auckland                     | Публічна бібліотека                                       | 1         | 1273 |
| Норвегія              | Oslo                         | Колекція Schøyen                                          | 6         | 894*, 1421, 2483*, 2836, 2852, 2855 |
| Польща                | Краків                       | Ягеллонська бібліотека                                    | 11        | 255, 257, 433, 653*, 654, 658, 659, 661, 823, 1380, 1525 |
| Польща                | Краків                       | Бібліотека Чарторийських                                  | 1         | 2478 |
| Румунія               | Бухарест                     | Румунська академія                                        | 10        | 2314, 2315, 2316, 2317, 2318, 2476, 2477, 2760, 2761, 2868 |
| Румунія               | Бухарест                     | Музей релігійного мистецтва                               | 4         | 2472, 2554, 2555, 2767 |
| Росія                 | Москва                       | Державний історичний музей                                | 31        | 102, 103, 237, 238*, 239, 240, 242, 243, 244, 245, 246, 247, 248, 249, 252*, 259, 462, 463, 1309, 1310, 1926, 1927, 1928, 2023, 2024, 2134, 2135, 2136, 2137, 2545, 2546 |
| Росія                 | Москва                       | Російська державна бібліотека                             | 8         | 251, 1375, 2132*, 2133, 2529, 2530, 2547, 2548 |
| Росія                 | Москва                       | Кремельський музей                                        | 1         | 2857 |
| Росія                 | Москва                       | Музей Пушкіна                                             | 2         | 2858, 2859 |
| Росія                 | Москва                       | Російський державний архів давніх актів                   | 4         | 238*, 241, 252*, 2837 |
| Росія                 | Москва                       | Наукова бібліотека державного університету імені Горького | 2         | 2030, 2138 |
| Росія                 | Санкт-Петербург              | Російська національна бібліотека                          | 72        | 330, 399, 461, 565, 566, 568, 569, 570, 571, 574, 575, 609*, 653*, 712*, 903*, 925*, 928*, 938*, 942*, 951*, 1205*, 1206*, 1209*, 1211*, 1220*, 1231*, 1238*, 1329*, 1334*, 1336*, 1338*, 1346*, 1348*, 1800, 1826, 1834, 1885*, 2043, 2132*, 2139, 2140, 2141, 2142, 2143, 2144, 2145, 2146, 2147, 2148, 2159*, 2160, 2172, 2173, 2174, 2175, 2176, 2177, 2178, 2179, 2180, 2181, 2182, 2199*, 2311*, 2538, 2539, 2540, 2541, 2542, 2543, 2544, 2687* |
| Росія                 | Санкт-Петербург              | Історичний інститут РАН                                   | 14        | 1420*, 1858*, 2159*, 2267, 2269, 2273, 2274, 2275, 2500, 2534, 2535, 2536, 2549*, 2749 |
| Росія                 | Санкт-Петербург              | Державний Ермітаж                                         | 1         | 2537 |
| Сербія                | Белград                      | Національна бібліотека ім                                 | 1         | 2807 |
| Словаччина            | Братислава                   | Словацької академії наук                                  | 1         | 86 |
| Іспанія               | Сан-Лоренцо-де-Ель-Ескоріал  | Ескоріальський монастир                                   | 27        | 226, 227, 228, 229, 230, 231, 232, 233, 818, 819, 820, 914, 915, 916, 917, 918, 919, 920, 921, 1835*, 1974, 2004, 2005, 2050, 2094, 2842, 2924 |
| Іспанія               | Мадрид                       | Національна бібліотека Іспанії                            | 6         | 821, 822, 1835*, 2051, 2403, 2812 |
| Іспанія               | Саламанка                    | Бібліотека університету                                   | 1         | 2435 |
| Швеція                | Уппсала                      | Уппсальський університет                                  | 7         | 441, 442, 899, 900, 901, 902, 1852 |
| Швеція                | Гетеборг                     | Гетеборзький університет                                  | 2         | 2288*, 2441 |
| Швеція                | Стокгольм                    | Національний музей Швеції                                 | 1         | 1049 |
| Швеція                | Лінчепінг                    | Лінчепінгська єпархіальна бібліотека                      | 2         | 1851, 2600 |
| Швейцарія             | Базель                       | Бібліотека Базельського університету                      | 9         | 1, 2, 92, 817, 1420*, 2087, 2815, 2816, 2817 |
| Швейцарія             | Берн                         | Burgerbibliothek                                          | 2         | 1283, 2491* |
| Швейцарія             | Cologny                      | Бібліотека Бодмера                                        | 1         | 556 |
| Швейцарія             | Женева                       | Женевська бібліотека                                      | 2         | 75, 323 |
| Туреччина             | Стамбул                      | Вселенський патріархат                                    | 15        | 1144, 1145, 1146, 1147, 1149, 1868, 1869, 1870, 1871, 1872, 2470, 2505, 2506, 2507, 2750 |
| Туреччина             | Стамбул                      | Музей Святої Софії                                        | 1         | 1808 |
| Туреччина             | Стамбул                      | Бібліотека Сераля                                         | 3         | 1286, 2362, 2471 |
| Туреччина             | Анкара                       | Турецьке історичне товариство                             | 3         | 649, 650, 1373 |
| Туреччина             | Анкара                       | Археологічний музей                                       | 5         | 1802, 1803, 1804, 2335, 2439 |
| Україна               | Київ                         | Центральна наукова бібліотека                             | 1         | 1288 |
| Україна               | Київ                         | Національна бібліотека України імені В. І. Вернадського   | 3         | 1672*, 2131, 2549* |
| Україна               | Одеса                        | Одеська національна наукова бібліотека                    | 2         | 1360*, 2550 |
| Об'єднане Королівство | Арундел                      | Замок Арандел                                             | 1         | 435* |
| Об'єднане Королівство | Бірмінгем                    | Бірмінгемський університет Наукова бібліотека Кедбері     | 6         | 236, 479, 531, 573, 713, 2108* |
| Об'єднане Королівство | Кембридж                     | Коледж Христа (Кембридж)                                  | 2         | 319, 2914 |
| Об'єднане Королівство | Кембридж                     | Коледж Корпус-Крісті                                      | 1         | 288* |
| Об'єднане Королівство | Кембридж                     | Коледж Еммануель                                          | 1         | 356 |
| Об'єднане Королівство | Кембридж                     | Музей Фіцвільяма                                          | 2         | 1281, 2098 |
| Об'єднане Королівство | Кембридж                     | Коледж Гонвіля і Кая                                      | 2         | 59, 718 |
| Об'єднане Королівство | Кембридж                     | Триніті-коледж (Кембридж)                                 | 3         | 66, 477, 489 |
| Об'єднане Королівство | Кембридж                     | Бібліотека Кембриджського університету                    | 21        | 60, 70, 309, 398, 440, 443, 555, 672, 673, 674, 675, 896, 1277, 1850, 1907*, 2095, 2488, 2489, 2531, 2821, 2884 |
| Об'єднане Королівство | Челтнем                      | Челтнемський жіночий коледж                               | 1         | 717 |
| Об'єднане Королівство | Единбург                     | Бібліотека Единбурзького університету                     | 3         | 563, 897, 898* |
| Об'єднане Королівство | Глазго                       | Бібліотека університету Глазго                            | 3         | 560, 561, 562 |
| Об'єднане Королівство | Лестер                       | Офіс Лестершира                                           | 1         | 69 |
| Об'єднане Королівство | Лондон                       | Британська бібліотека                                     | 111       | 44, 65, 72, 81*, 104, 109, 110, 113, 114, 115, 116, 117, 201, 202, 203, 272, 308, 312, 321, 322, 384, 385, 438, 439, 444, 445, 446, 447, 448, 449, 476, 478, 480*, 481, 482, 484, 485, 490, 491, 492, 493, 494, 495, 496, 497, 498, 499, 500, 501, 502, 503, 504, 505, 547, 548, 549, 550, 551, 552, 553, 554, 640, 641, 643, 644, 645, 686, 687, 688, 689, 690, 691, 692, 693, 694, 695, 696, 697, 698, 699, 700, 714, 715, 716, 892, 910, 911, 912, 913, 1268, 1274, 1279, 1280, 1765, 1911, 1956, 1961, 2016, 2041, 2099, 2276, 2277, 2278, 2279, 2280, 2290, 2291, 2484, 2485, 2822, 2823 |
| Об'єднане Королівство | Лондон                       | Ламбетський палац                                         | 13        | 71, 206, 216, 470, 471, 472, 473, 474, 475, 486, 642, 1955, 2771 |
| Об'єднане Королівство | Лондон                       | Коледж Сіон                                               | 1         | 559 |
| Об'єднане Королівство | Лондон                       | Музей Вікторії та Альберта                                | 1         | 1056* |
| Об'єднане Королівство | Манчестер                    | Бібліотека університету Джона Райлендса                   | 9         | 702, 1278, 2281, 2282, 2283, 2284, 2295, 2296, 2645* |
| Об'єднане Королівство | Оксфорд                      | Бодліанська бібліотека                                    | 61        | 45, 46, 47, 48, 49, 50, 51, 52, 53, 54, 55, 67, 96, 98, 105, 107, 111, 112, 118, 221, 288*, 314, 325, 378, 383, 521, 522, 523, 524, 525, 526, 527, 528, 529, 530, 557, 558, 665, 683, 684, 706, 707, 708, 709, 710, 1908, 2015, 2101, 2102, 2103, 2104, 2105, 2106, 2107, 2408, 2486, 2487, 2601, 2765, 2845, 2883 |
| Об'єднане Королівство | Оксфорд                      | Крайст Черч                                               | 21        | 73, 74, 506, 507, 508, 509, 510, 511, 512, 513, 514, 515, 516, 517, 518, 519, 520, 638, 639, 2100, 2646 |
| Об'єднане Королівство | Оксфорд                      | Коледж Тіла Христового                                    | 1         | 2879 |
| Об'єднане Королівство | Оксфорд                      | Лінкольн-коледж                                           | 5         | 56, 68, 95, 326, 2108* |
| Об'єднане Королівство | Оксфорд                      | Коледж Магдалини                                          | 2         | 57, 1907* |
| Об'єднане Королівство | Оксфорд                      | Нью-Коледж                                                | 3         | 58, 327, 2818 |
| Об'єднане Королівство | Оксфорд                      | Коледж Оріел                                              | 1         | 711 |
| Об'єднане Королівство | Оксфорд                      | Коледж святого Івана                                      | 1         | 2109 |
| Об'єднане Королівство |                              | Приватна колекція                                         | 1         | 2907 |
| Сполучені Штати       | Малібу, Каліфорнія           | Музей Ґетті                                               | 3         | 679, 927*, 2894 |
| Сполучені Штати       | Сан-Марино, Каліфорнія       | Гантінгтонська бібліотека                                 | 1         | 703 |
| Сполучені Штати       | Лос-Анджелес, Каліфорнія     | Університет Каліфорнії                                    | 2         | 712*, 2644 |
| Сполучені Штати       | Берклі, Каліфорнія           | Університет Каліфорнії (Берклі)                           | 2         | 2641, 2642 |
| Сполучені Штати       | Ріверсайд, Каліфорнія        | Університет Каліфорнії у Ріверсайді                       | 1         | 2643 |
| Сполучені Штати       | Нью-Гейвен, Коннектикут      | Бібліотека Єльського університету                         | 8         | 680, 1701, 2324, 2619, 2620, 2881, 2932, 2942 |
| Сполучені Штати       | Вашингтон, округ Колумбія    | Музей Біблії                                              | 6         | 64, 1361, 1429, 2813, 2860*, 2929 |
| Сполучені Штати       | Вашингтон, округ Колумбія    | Дамбартон Оукс                                            | 5         | 669, 678, 705, 1142*, 1521* |
| Сполучені Штати       | (невідомо)                   | Фонд Ван Кампена                                          | 9         | 682, 909, 2533, 2860*, 2892, 2893, 2895, 2896, 2897 |
| Сполучені Штати       | Чикаго, Іллінойс             | Бібліотека Чиказького університету                        | 26        | 677, 1152, 1290, 2222*, 2266, 2394, 2396, 2397, 2398*, 2399, 2400, 2401*, 2402, 2404, 2405, 2406, 2407, 2409, 2411, 2412, 2425, 2427**, 2474, 2608, 2610, 2751 |
| Сполучені Штати       | Чикаго, Іллінойс             | Бібліотека Ньюберрі                                       | 1         | 1289 |
| Сполучені Штати       | Чикаго, Іллінойс             | Бібліотека духовної семінарії                             | 1         | 2311* |
| Сполучені Штати       | Чикаго, Іллінойс             | HR Willoughby (Приватна колекція)                         | 1         | 1498* |
| Сполучені Штати       | Мейвуд, Іллінойс             | Лютеранська теологічна школа в Чикаго                     | 6         | 1282, 1826*, 2304, 2388, 2389, 2426 |
| Сполучені Штати       | Луїсвіль, Кентуккі           | Південна баптистська теологічна семінарія                 | 1         | 2358 |
| Сполучені Штати       | Вільямстаун, Массачусетс     | Коледж Вільямса                                           | 1         | 483 |
| Сполучені Штати       | Бостон, Массачусетс          | Бібліотека Теологічної школи                              | 1         | 2811 |
| Сполучені Штати       | Кембридж, Массачусетс        | Гарвардський університет                                  | 6         | 666, 1142*, 2607, 2863, 2864, 2865 |
| Сполучені Штати       | Waltham, MA                  | Університет Тафтса, колекція Велча                        | 1         | 2938 |
| Сполучені Штати       | Венхем, Массачусетс          | Гордон коледж                                             | 2         | 2752, 2753 |
| Сполучені Штати       | Балтимор, штат Меріленд      | Художній музей Волтерс                                    | 17        | 647, 1022, 1356, 1474*, 1498*, 1531, 1696*, 2191*, 2222*, 2368*, 2369, 2370, 2371, 2372, 2373, 2374, 2375 |
| Сполучені Штати       | Енн-Арбор, Мічиган           | Університет Мічигану                                      | 21        | 223, 532, 533, 534, 535, 536, 537, 538, 540, 541, 543, 544, 545, 546, 685, 876, 2353, 2354, 2363, 2364, 2365 |
| Сполучені Штати       | Дарем, Північна Кароліна     | Дюкський університет                                      | 17        | 1423, 1780, 1813, 2268, 2423, 2491*, 2612, 2613, 2614, 2615, 2616, 2757, 2766, 2794, 2861, 2862, 2957 |
| Сполучені Штати       | Медісон, Нью-Джерсі          | Університет Дрю                                           | 2         | 1960, 2326 |
| Сполучені Штати       | Прінстон, Нью-Джерсі         | Принстонський університет                                 | 15        | 895, 905, 906, 1056*, 1357, 1397*, 1528, 1530, 1693, 1799, 2367, 2386*, 2420, 2491*, 2621 |
| Сполучені Штати       | Сіракузи, Нью-Йорк           | Сіракузький університет                                   | 1         | 668 |
| Сполучені Штати       | Нью-Йорк, Нью-Йорк           | Загальна духовна семінарія                                | 1         | 2380 |
| Сполучені Штати       | Нью-Йорк, Нью-Йорк           | Публічна бібліотека Нью-Йорка                             | 1         | 2421 |
| Сполучені Штати       | Нью-Йорк, Нью-Йорк           | Унійна духовна семінарія                                  | 1         | 2911 |
| Сполучені Штати       | Нью-Йорк, Нью-Йорк           | Колумбійський університет                                 | 1         | 2460* |
| Сполучені Штати       | Нью-Йорк, Нью-Йорк           | Морганівська бібліотека і музей                           | 5         | 1795*, 2382, 2383, 2385, 2386* |
| Сполучені Штати       | Нью-Йорк, Нью-Йорк           | Бібліотека рідкісних книг і рукописів                     | 1         | 2491* |
| Сполучені Штати       | Вудбері, Нью-Йорк            | Бібліотека Даніеля П. Буттафуоко                          | 1         | 2805 |
| Сполучені Штати       | Клівленд, Огайо              | Клівлендський музей мистецтв                              | 2         | 1521*, 2381 |
| Сполучені Штати       | Король Пруссії, Пенсильванія | Бібліотека Дж. Ф. Ріда                                    | 1         | 2844 |
| Сполучені Штати       | Філадельфія, Пенсильванія    | Безкоштовна бібліотека                                    | 1         | 2127* |
| Сполучені Штати       | Остін, Техас                 | Техаський університет                                     | 1         | 2322 |
| Сполучені Штати       | Х'юстон, Техас               | Музей Біблії в Х'юстонському баптистському університеті   | 2         | 2878, 2944 |
| Сполучені Штати       | Плано, Техас                 | Центр вивчення рукописів Нового Завіту                    | 1         | 2882 |
| Ватикан               | Ватикан                      | Ватиканська бібліотека                                    | 216       | 127, 128, 129, 130, 131, 132, 133, 134, 135, 136, 137, 138, 139, 140, 141, 142, 143, 144, 145, 146, 147, 148, 149, 150, 151, 152, 153, 154, 155, 156, 157, 158, 159, 160, 161, 162, 163, 164, 165, 166, 167, 168, 173, 174, 175, 176, 180, 181, 371, 372, 373, 374, 375, 376, 377, 379, 380, 381, 382, 386, 387, 388, 389, 390, 391, 392, 396, 432, 436, 437, 450, 451, 452, 453, 621, 622, 623, 624, 625, 626, 627, 628, 629, 630, 631, 634, 849, 850, 852, 854, 855, 856, 857, 858, 859, 860, 861, 862, 863, 864, 865, 866, 867, 868, 869, 870, 871, 872, 873, 874, 875, 877, 878, 879, 880, 881, 882, 883, 884, 885, 886, 887, 1269, 1366, 1817, 1818, 1819, 1820, 1821, 1822, 1823, 1824, 1842, 1843, 1844, 1845, 1846, 1847, 1848*, 1914, 1915, 1916, 1917, 1918, 1945, 1946, 1947, 1948, 1949, 1950, 1951, 1952, 1957, 1967, 1968, 1986, 1988, 1991, 1992, 1993, 1994, 1995, 1996, 1997, 1998, 2006, 2008, 2020, 2021, 2022, 2031, 2032, 2033, 2036, 2058, 2059, 2060, 2061, 2062, 2063, 2064, 2065, 2066, 2067, 2195, 2359, 2361, 2432, 2480, 2481, 2582, 2583, 2584, 2585, 2586, 2587, 2588, 2589, 2590, 2591, 2592, 2593, 2737, 2738, 2739, 2740, 2741, 2742, 2743, 2759, 2769, 2770, 2839, 2899, 2918, 2919 |
|                       |                              | Невідомий власник/втрачено                                | 60        | 253, 539, 542, 667, 670, 671, 681, 701, 810, 813, 814, 851, 984, 1051, 1109, 1184, 1246, 1275, 1276, 1287, 1381, 1430, 1708, 1711, 1782, 1785, 1796, 1801, 1805, 1806, 1809, 1810, 1811, 1989, 1990, 2115, 2116, 2198, 2216, 2222*, 2264, 2271, 2311*, 2319, 2320, 2330, 2331, 2332, 2337, 2338, 2339, 2340, 2341, 2342, 2346, 2438, 2448, 2853, 2943, 2946 |
|                       |                              | Знищено/імовірно знищено                                  | 30        | 258, 340, 341, 480*, 611, 907, 908, 1257, 1258, 1259, 1378, 1433, 1527, 1529, 1833, 1940, 2039, 2088, 2093, 2225, 2226, 2227, 2228, 2230, 2231, 2232, 2233, 2234, 2235, 2262 |